# الساعة 1505
ساعة 1505 (ˌwɒtʃ fɪfˈtiː ˈəʊ ˈfɑːɪv ويطلق عليها أيضاً اسم PHN150 أو الساعة الكروية المعطٍرة لسنة 1505). وهي أول ساعة في التاريخ. تم صنعها من طرف المخترع الألماني صانع الأقفال والساعات بيتر هينلاين في نورمبرغ سنة 1505 خلال أوائل عصر النهضة الألمانية والتي تعد كجزءٌ من النهضة الشمالية.  وتعتبر كأقدم ساعة في العالم لا زالت تعمل بشكلٍ سليم إلى يومنا هذا. فالساعة عبارة عن كرة صغيرة نحاسيةٌ مذهبة بالنار ومضخة شرقية للعطر تجمع بين الهندسة الألمانية واللمسات شرقية. وقد ظهرت الساعة من جديد سنة 1987 في سوقٍ للتحف والبضائع المستعملة في لندن، ويبلغ سعرها المبدئي ما بين 50 و80 مليون دولار (مايو 2014).

## تاريخها

### نورمبرغ

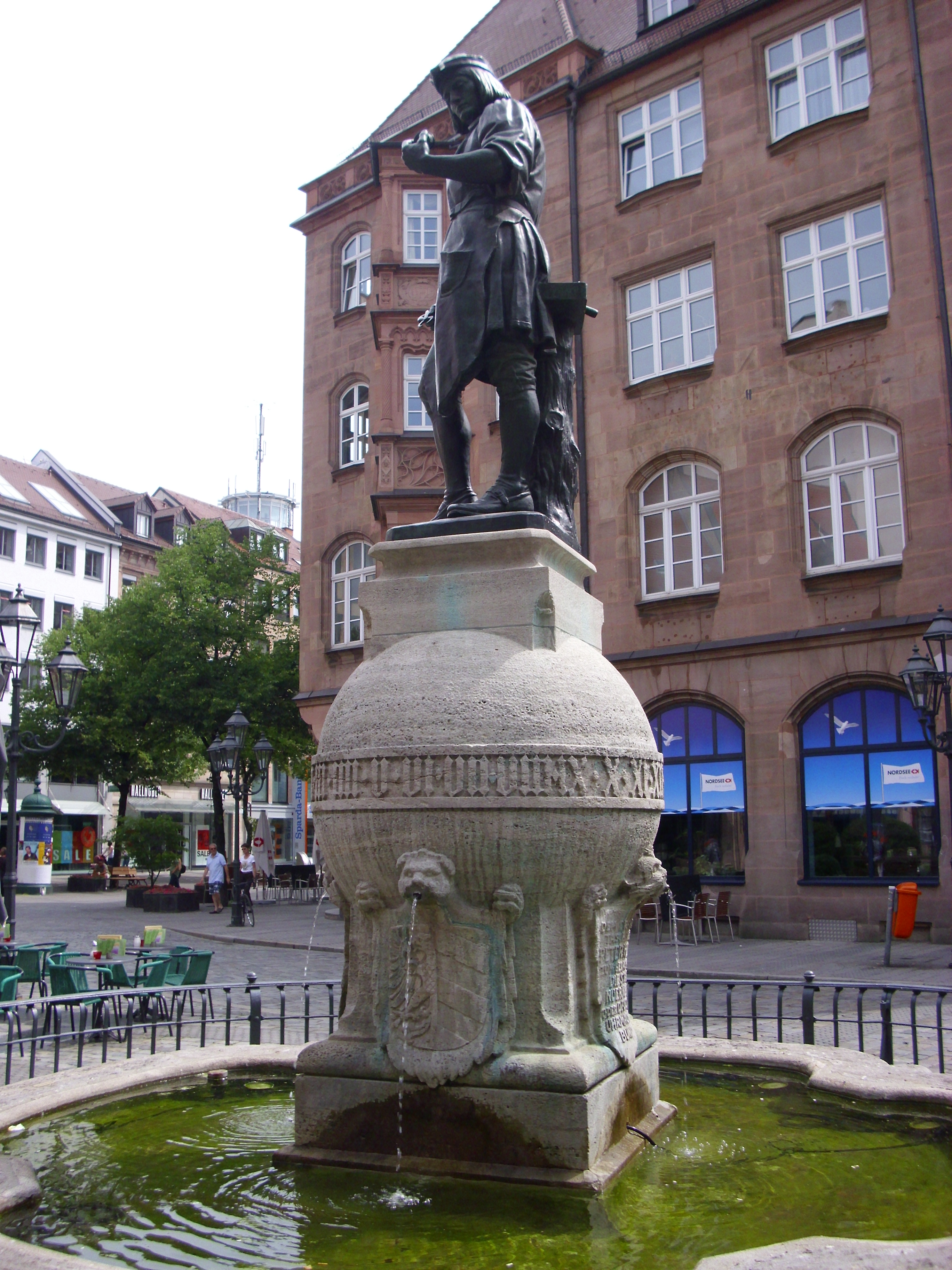
بيتر هنلين نافورة في نورمبرغ

تعد الفترة الزمنية المتراوحة بين سنة 1470 و1530 بمثابة الذروة (Blütezeit) لمدينة نورمبرغ.  فقد أصبحت المدينة حينها مركزاً للعلوم والحرف والإنسانية إذ أخد العالم رؤيةً جديدة لمعالم النهضة عن طريق هذه المدينة البافارية. وقد نمت مدينة نورمبرغ خلال العصور الوسطى تحت جناحي مدينتي هوهنشتاوفن ولكسمبورغ لتصبح واحدة من أهم المدن في الإمبراطورية الرومانية المقدسة. ومن أهم الأسباب الرئيسية لذلك توفر مدينة نورمبرغ على مركز تجاري يعد من أكبر المراكز التجارية المتواجدة على الطريق الرابطة بين إيطاليا وشمال أوروبا. وبفضل هذه الميزة وبالإضافة إلى الحرفية المتطورة وتجارة المسافات الطويلة التي تمتاز بها، أصبحت المدينة ثرية جداً. وبفضل هذه الثروة، تطورت جوانبها السياسية والدينية والفنية والثقافية والتكنولوجية التي جعلت من نورمبرغ واحدة من أهم المراكز الثقافية في عصر النهضة بشمال جبال الألب ومركزاً للإنسانية والإصلاح.
هنالك اقتباس شهير عن روح دعابة مدينة نورمبرغ (روح الاختراعات = نيورنبرغر ويتز) يتداول في عصرنا هذا: نكات وزخرفة نورمبرغ معروفة في جميع أنحاء العالم.(1) وهناك مقولة شهيرة أخرى في عصر الإمبراطورية الرومانية المقدسة شملت مختلف القوى الأوروبية في ذلك العصرـ بما في ذلك أجواء نورمبرغ الخاصة «إن كان لديّ قوة البندقية، وعظمة أوغسبورغ، وروح دعابة نورمبرغ، وأسلحة ستراسبورغ وأموال أولم، فسأكون أغنى رجل في العالم» (4)

### اختراع الساعة
صنعت الساعات الأولى التي تم ارتداؤها في القرن الخامس عشر في بورجوندي. في أوائل القرن السادس عشر، تم تحقيق المزيد من التصغير في المدن الألمانية نورمبرغ وأوغسبورغ، وكانت انتقالية في الحجم بين الساعات والساعات. أصبحت الساعات المحمولة ممكنة بفضل اختراع النابض الرئيسي. كان Peter Henlein أول حرفي ألماني يصنع الساعات الزينة التي تلبس كقلائد. تعتمد شهرته (كمخترع الساعة) على مرور يوهان كوشلاوس في عام 1511. (3) منذ ذلك الحين، يُعرف هينلين عمومًا بأنه مخترع الساعات الأولى المحمولة. في أوائل القرن السادس عشر، أصبح أول من قام بتثبيت حركات صغيرة في كبسولة من البوم مع خلاصات حاسة الشم. في عام 1505، كان بيتر هينلين من نورمبرغ أول من صنع ساعة بوماند المحمولة، أول ساعة في العالم. (4) 
أصبح اختراع هذه الساعة ممكناً منذ ابتكار الميزان الغير مرئي لرقاص الساعة الملتوي والسلك الموصل الملفوف للنابض الميكانيكي وتم وضع هذه المكونات في القطعة الفنية من قِبل بيتر هينلاين.إذ أدى الإبداع والابتكار التكنولوجي حينئذ إلى اعتبار ساعة 1505 بمثابة الاختراع الفعلي للساعة .
اخترع هينلاين الساعة الكروية العطرية في فترة عيشه بالدير الفرنسيسكاني في نورمبرغ  واكتسب حينها معارف عديدة عن العالم الشرقي، إذ تم جمع تلك المعارف على مدى قرون ، فاكتسب بذلك هينلاين التقنيات والأدوات الجديدة التي ساعدته على إنشاء الساعة الأولى في شكل كرة عطرية مذهبة. (5)
كما اخترع هينلاين في قيد حياته أنواع أخرى وساعات مشابهة (كالساعات الاسطوانية وقد كانت تسمى حينها ببيض نورمبرغ). وقد قام أيضاً باختراع ساعة البرج في ليشتينو في سنة 1541، وكان معروفًا بصناعة الأدوات العلمية المتطورة

### عودة ظهورها
بدأت قصة ظهور الساعة مرةً أخرى سنة 1987، بسوق قديمة في لندن وقد تغيرت ملكيتها بشكل متسلسل بين المجمعين الذين لم يكونوا على درايةٍ بقيمتها الحقيقية. إلى حين وصول سنة 2002، إذ قام مُجمعٌ خاص بشراء تلك الساعة  وقامت لجنة المراقبة بتقييمها سنة 2014 خاصةٌ وأن تاريخ الساعة يعود إلى عام 1505 وقد وُقِعت من قبل هينلاين نفسه. 

## زخرفتها

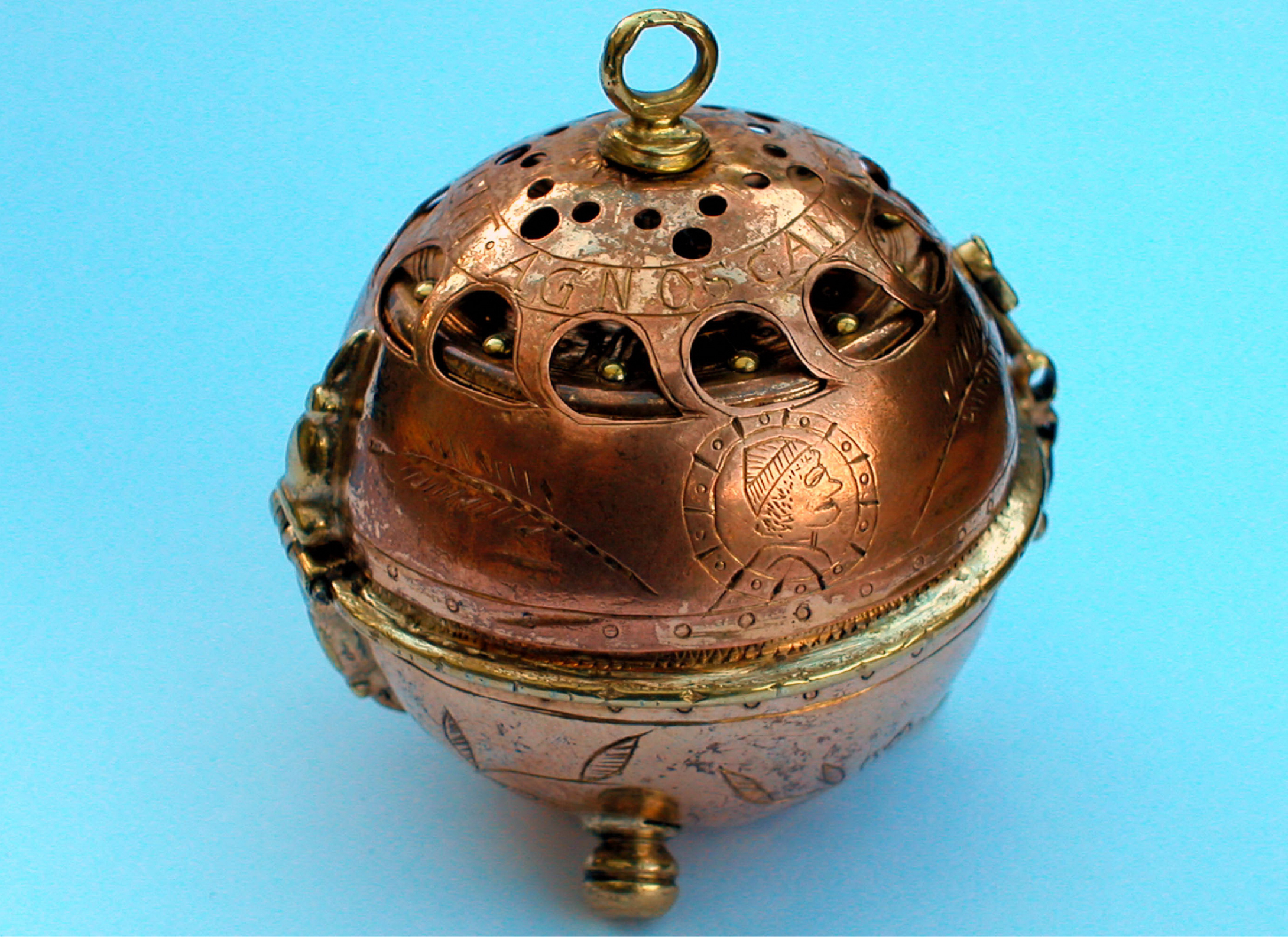
PHN - الساعة 1505

تتألف تركيبة الساعة من نصفين صغيرين متصلتين بمفصلة مشدودة. يمكن فتح النصف العلوي من الكرة المعطرة للكشف عن النصف الثاني - النصف الأصغر - أسفل الكرة. بداخل الجزء العلوي نجد عقرب الساعة الذي يعرض في طرفه العلوي أرقاماً رومانية للنصف الأول من اليوم، وفي الطرف الخارجي للعقرب نجد أرقاماً عربية للنصف الثاني من اليوم. ويوضح هذا فترة الانتقال إلى الاستخدام الجديد للأرقام آنذاك .
ما تحتوي الساعة الكروية المعطرة على رسومات صغيرة لمدينة نورمبرغ في بداية القرن السادس عشر. فنجد مثلاً هينكيرتورم التي بنيت سنة 1320 والتي لا يزال من الممكن زيارتها اليوم كما نجد أيضاً مدينة اينستالسيد التي لا تزال قائمة إلى يومنا هذا، وتحتوي الساعة على رسومات ورموز أخرى كثعابين الشمس أو أمجاد محفورة على الساعة.
الوصف الفني
يتكون الغلاف من النحاس والنار مذهب من الخارج والنار مطلي بالفضة في الداخل من الساعة. بصرف النظر عن ضرس النحاس المتجدد، فإن الحركة مصنوعة بالكامل من الحديد. الأبعاد التفصيلية هي:
قطر الغلاف: 4.15 سم × 4.25 سم (مع حلقة خط الاستواء 4.5 سم) - الوزن 38.5 جم
قطر الحركة: 3.60 سم × 3.55 سم - الوزن: 54.1 جم
يستخدم المفتاح لإنهاء حركة الساعة. تنتج الساعة 1505 مدة تشغيل محسوبة تبلغ 12 ساعة.

### النقوش
على الغلاف الخارجي للساعة نجد شعاراً لاتيني منقوشٌ وقديم كتب على النقش عبارة DVT ME FUGIENT AGNOSCAM R والترجمتين المحتملتين للعبارة هما:
- 1505-	الوقت	سيخفيني (	هينلاين	)،	لكنني (	الساعة)	سأتعرف	على الوقت الصحيح في السنة.
- في	عام 1505	ساعتي	ستفر (	تشتغل)،	وستتعرف على الوقت الصحيح.

تم نقش الأحرف “MDV PHN” بطلاءٍ من الفضة وتم العثور عليهم داخل الغلاف أي تحت الوجه الخارجي للساعة.
ويدل هذا الرمز على«1505 بيتر هينلاين نورمبرغ». وقد تم العثور على رسائل صغيرة الحجم وغالباً ما يكون قدها أصغر من نصف ميليمتر. لم يسمح حينها لبيتر الذي كان يعمل كصانع أقفال بالتوقيع على ساعته لأنه لم يكن مؤهلاً آنذاك لصناعة الساعات.

### رموز الساعة

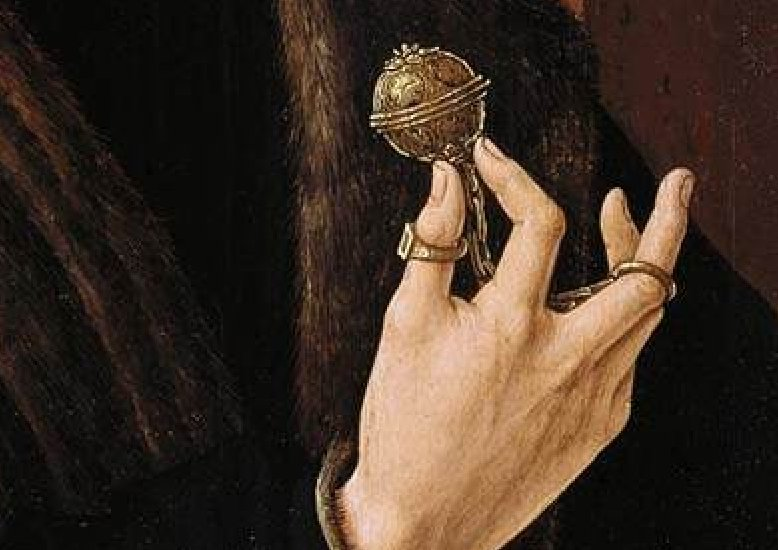
يان جيريتز فان إغموند فان دي ديينبورغ - اللوحة المنقوشة لجاكوب كورنيليز. فان أوستسنين ، 1518

كان بوماندر (المستمد من pomme re ambre الفرنسي في بيسامابيل الألمانية) يُطلق عليه أيضًا Riechapfel ، وكان رمزًا للمكانة من الشرق، وكان يمثل في كثير من الأحيان أول لقاء مع الأوروبيين مع روائح المشرق. أصبحت كهدية رمزية قيمة للتبادل الدبلوماسي بين شخصيات بارزة من الشرق إلى الغرب، وكان يُعتقد أن لها تأثير علاجي وقائي. رسم في سنة 1518 صورة فنية لجان جيريتز فان إغموند فان دي ديجنبورغ وهو الرئيس المنتخب للكمار وتظهر في الصورة كرة عطرية في يده. وقد انتشرت الكريات المعطرة في العصور الوسطى من الشرق إلى جميع أنحاء أوروبا ويمكن اعتبار الساعة نفسها بمثابة لقاء ثقافي بين الهندسة الأوروبية والصيغة الشرقية. وقد تم ارتداء الكرة العطرية بسبب الظروف الصحية السيئة في المدن وكان لعطر المسك الموجود داخلها تأثيراً مطهراً ومضاداً للروائح.
يعد الثعبان واحداً من أقدم الرموز الأسطورية في الحضارات ويعود إلى الصيف في بلاد ما بين النهرين. فالرمز الذي يظهر ثعباناً يأكل ذيله الخاص (Ouroboros) هو رمز للانهاية الكون والحياة الأبدية. كما له دلالات أخرى كمدار الشمس, والازدواجية، ورمز الكيمياء المصرية القديمة (The All is one).
وقد انتقلت رمزية إكليل الغار إلى الثقافة الرومانية، التي تبنت الغار كرمز للنصر . ويدل أيضا على الخلود مع طقوس التطهير والازدهار والصحة.
ورمز الشمس على الكرة العطرية يدل على الطاقة والنور كمصدر للحياة على الأرض، وقد كان موضوعًا رئيسيًا في الثقافة والدين منذ عصور ما قبل التاريخ.إذ أدت طقوس عبادة الشمس إلى ظهور الآهة الشمس في التقاليد الدينية في جميع أنحاء العالم وإلى الرمزية الشمسية في كل مكان، فبالإضافة للعلاقة المباشرة للشمس بالضوء والدفء، فإن الشمس مهمة أيضًا في ضبط الوقت كمؤشر رئيسي لليوم والسنة.

## قيمتها المالية
سجلت صحيفة ترجع إلى سنة 1524 في مقالة لها على أن هينلاين تلقى 15 فلورين مقابل ساعة مطلية بالذهب (تبلغ قيمة فلورين واحد تقريباً ما بين 140 و 1000 دولار أمريكي ). إذ يبلغ تقدير سعرها الأولي حوالي 50 - 80 مليون دولار، وفقا لمجلة انتيكويك (مايو 2014).

## فحصها وتدقيقها

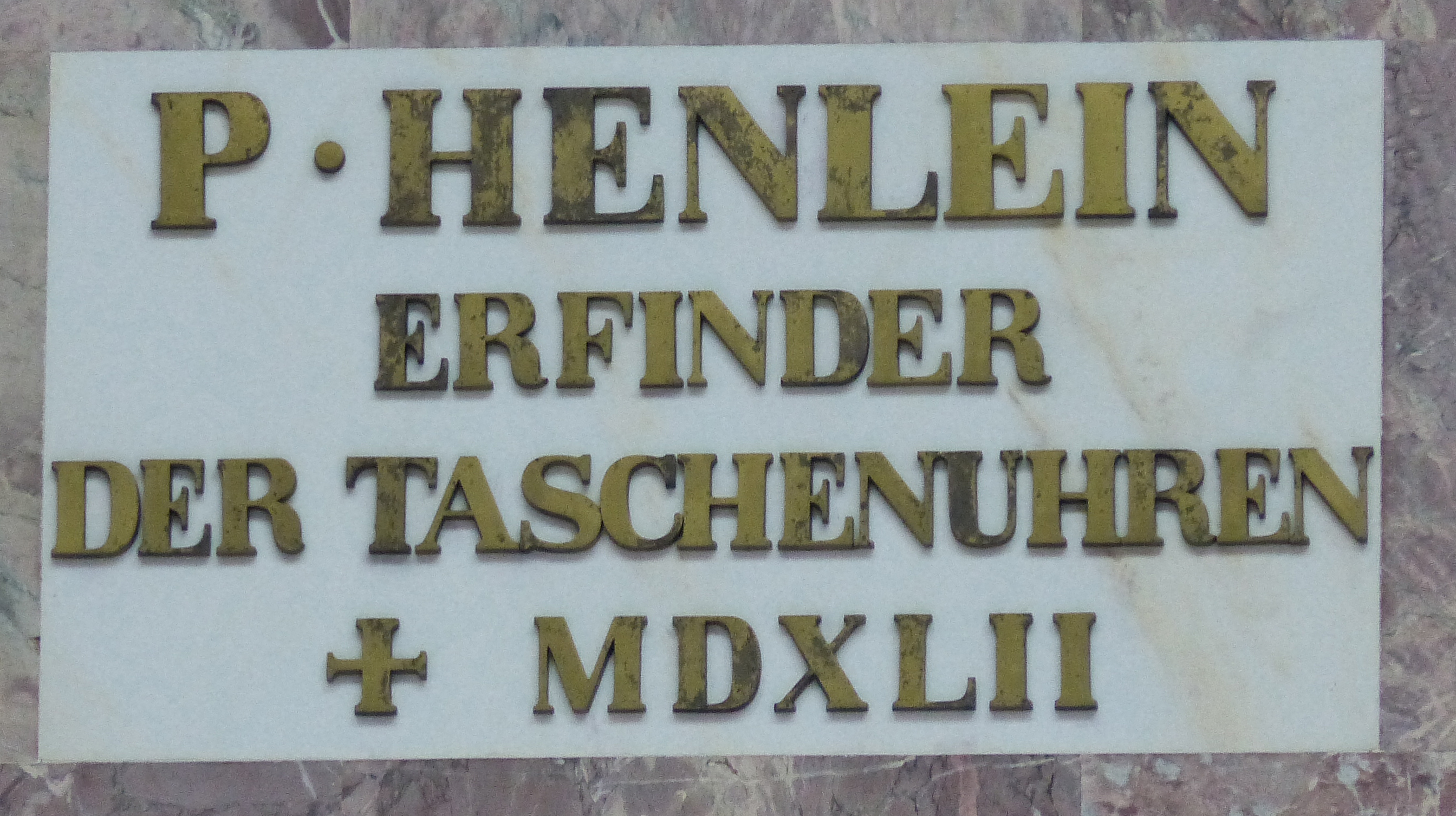
بيتر هنلين - مخترع الساعة - النصب التذكاري للهالا

تم إجراء العديد من الفحوصات (الفحوصات الصغيرة والكليّة والفحوصات المعدنية، بالإضافة إلى التصوير المقطعي بالكمبيوتر ثلاثي الأبعاد) لإثبات صحة الساعة.
يوجد أيضًا تأكيد لتاريخ الاختراع، والتحقق من أن النقوش تكمن أسفل طبقة من طريقة العصور الوسطى للتذهيب بالحريق. تم الاحتفال بالاختراع في الذكرى 400 لرابطة الساعاتيين الألمانية في عام 1905. وفي هذه المناسبة، تم بناء نافورة أثرية مخصصة لبيتر هينلين في نورمبرج.
كما ذكر يوهان نيدورفز في كتاباته سنة 1547 على أن هينلاين هو مخترع الساعة الكروية المعطرة (die bisam Köpf zu machen erfunden).(6)
يخصص النصب التذكاري ولهالا المتواجد في دوناوستوف لتكريم الأشخاص «سياسيين، علماء وفنانين من ناطقي اللغة الألمانية» ,وقد تم تكريم بيتير هينلاين هناك بصفته مخترع الساعة.(7)

## ساعات كروية معطرة أخرى لبيتر هينلاين
في الوقت الحاضر، هناك فقط ثلاث ساعات من البوماندر المحفوظة في العالم (لا تحسب «ساعة بوماندر 1505» بسبب أصالتها المشكوك فيها). أفضل ما تم الحفاظ عليه هو ساعة بوماندر أوف ميلانشثون، التي تعود إلى عام 1530، والتي يملكها متحف والترز للفنون في بالتيمور. كان على الأرجح هدية من مدينة نورمبرغ، إلى مصلح نورمبرغ فيليب ميلانشون وبيتر هينلين لإنشاء هذه الساعة الشخصية. أيضا يمكن العثور على مسكن فارغ لساعة من البومندر في متحف فوبرتال ووتش.

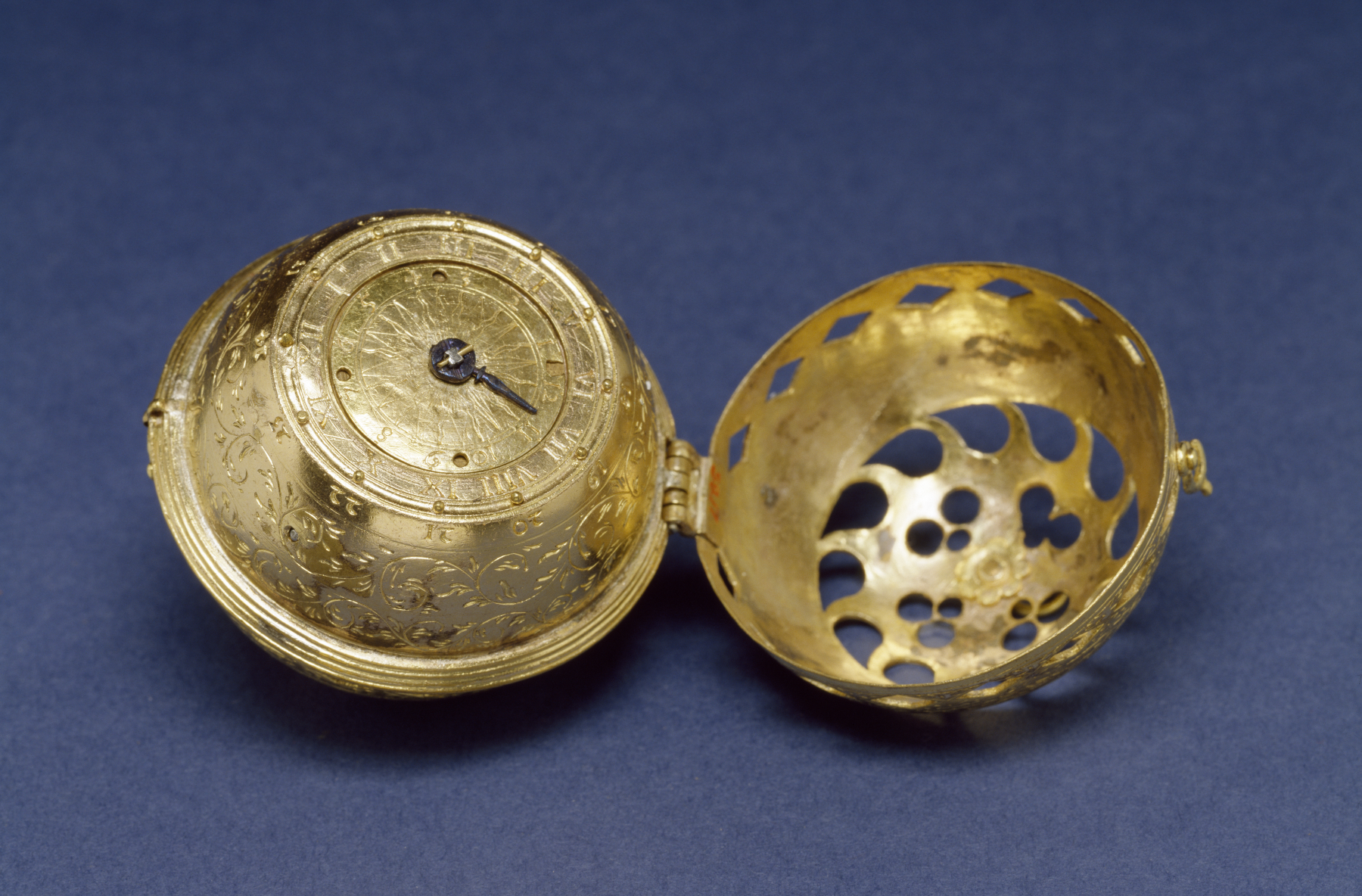
ربما تم إنشاء ساعة بومندر أصلية (بتاريخ 1530) من قبل بيتر هينلين. كان في السابق ملكًا لشركة Philip Melanchthon وهو الآن في متحف Walters Art في بالتيمور

يختتم صانع الساعات السابق وجمع الأعمال الفنية يورغن أبيلر من متحف فوبرتالر للساعات عن ساعات البوماندر في كتابه: if إذا كان ينبغي ربط أي من الساعات المحفوظة على الإطلاق بشخص بيتر هنلين، يمكن أن تكون هذه الساعة فقط في ناشر العطر. "

## التأثيرات التاريخية للساعة
المعرفة المنهجية للحضارة المعروفة لأول مرة من سومر، مثل المعرفة المنهجية للحسابات الفلكية والرياضيات (النظام الرقمي الستوني لقياس الوقت والإحداثيات الجغرافية والعملة الذهبية الإنجليزية القديمة والستون ثانية والستون دقيقة و360 درجة...) تمت المحافظة عليها وتطويرها للمعرفة القديمة والعملية العلمية خلال العصر الذهبي للإسلام، مما أدى إلى إتقان صناعة الساعات الميكانيكية وظهور أول ساعة في نورمبرغ، وهي عملية تغطي فترة تاريخية واسعة من الزمن.
تَمثل أول لقاء ثقافي تاريخي للأوربيين مع التكنولوجيا في الشرق في ساعة مائية ميكانيكية من الخليفة العباسية لبغداد هارون الرشيد (تولى الحكم في 786 - 809 م) أرسلت كإحدى الهدايا إلى الإمبراطور الروماني المقدس شارلمان بمناسبة تتويجه في 800 م بآخن في بيت الحكمة وهو مركز فكري في عاصمة الخلافة في مدينة بغداد إذ بدأ العصر الذهبي الإسلامي يؤثر على الحضارة العالمية وعلى اكتشافاتها أيضاً عن طريق الترجمة (حركة الترجمة) التي أدت إلى تطوير المعرفة القديمة واكتشافاتها  بدايةً من أكثر النصوص تأثيراً في كل العصور وهو كتاب المجسطي من بطليموس (م 100-170) وصولاً إلى الموسوعي المسلم إسماعيل الجزري بكتابه المبهر«كتاب عن معرفة الأجهزة الميكانيكية الذكية» الذي ألف سنة 1206 والذي يصف فيه 100 جهاز ميكانيكي.
لم تكن الشبكة الواسعة الانتشار للخلافة الإسلامية المرتبطة بطرق التجارة المعروفة في العالم وخاصة الطريق الحريري الذي يربط الصين بإسبانيا الأندلسية وخلافة قرطبة الأكثر أهمية بل هناك شبكات لنقل المعرفة. فالشبكة الواسعة جعلت من الضروري وجود أجهزة ملاحة في المقام الأول مثل الإسطرلاب، والتي تم تقديمها إلى أوروبا من إسبانيا المسلمة في أوائل القرن الثاني عشر. كما كَتب عالم الرياضيات والفلك الأندلسي المرادي المخطوطة التكنولوجية «كتاب الأسرار في نتاج الأفكار». وطرحت المخطوطة معلومات حول «برج وغزال الساعة» والعديد من الأشكال الأخرى للساعات المعقدة والأجهزة المبتكرة.
قام عالم الفلك والرياضيات في عصر النهضة الألمانية ريجيومونتانوس والذي كان متأثرا بعام عصر النهضة الإيطالية بزيارة نورمبرغ وأثر بشكل كبير على الناس والعلماء المحيطين ببيتر هينلاين. وهو مشهور ببناء المرصد الفلكي الأول في ألمانيا، نورمبرغ. وخلال عصر بيتر هينلاين قام دير فرانسيسكان في نورمبرغ بدعم العديد من العلماء والشخصيات المثقفة فعلى سبيل المثال قام الراهب فريدريش كرافت برسم رموز معقدة في الدير. . ولهذا فبيتر هنلين مخترع الساعة لم يكن يتعامل مع التقنيات والأدوات الجديدة فحسب، بل أيضًا مع بيئة روحية وفكرية من الحرفية.. ويعتبر الرهبان الكاثوليك من أقدم صناع الساعات الأوروبية في العصور الوسطى.
كانت محاولة جعل الساعات أصغر حجماً وقابلة للحمل تحديًا دائمًا لصانعي الساعات، لكن بيتر هنلين ليس هو مخترع الساعات المحمولة، بل بيتر قد اخترع جهاز يقيس الوقت وقابل للارتداء واعتُبرت ساعته الأصغر حجما آنذاك. من خلال الجمع بين الرموز الشرقية والمضخة (أو عبير التفاح) مع جهاز تحكم صغير. وبفضل اختراعه تغيرت الطريقة التي نقيس به الوقت ونديره. تاريخيا، صنعت الساعة في نفس الوقت الذي رسم فيه ليوناردو دا فينشي الموناليزا.